# Elnur Hüseynov
Elnur Hüseynov (Asjabad, RSS de Turkmenistán, Unión Soviética, 3 de marzo de 1987) es un cantante azerí.

## Biografía
Hüseynov nació en Asjabad, RSS de Turkmenistán, Unión Soviética, de padres étnicamente azeríes. En 1992, a la edad de cinco años, ingresó en una escuela para niños superdotados, donde estudió piano. En 1999 su familia se trasladó a Bakú; y, en 2001, ingresó en la Escuela de Música Asaf Zeynali. Después, trabajó en el Teatro de Ópera y Ballet Estatal de Azerbaiyán y en el coro eclesiástico de la filarmónica de Azerbaiyán.
En 2003 se le concedió el primer premio en el programa de televisión Sing Your Song. En 2004, tras salir de la escuela de música, comenzó a estudiar estilismo y peluquería.
En 2008, fue elegido para representar a Azerbaiyán en el Festival de la Canción de Eurovisión 2008, siendo este el debut del país en el festival, a dúo con Samir Javadzadeh. Interpretaron el tema «Day after day», quedando en sexta posición con 96 puntos en la primera semifinal, y en octava posición con 132 puntos en la final.
En junio de 2009, interpretó el papel de Capitán Febo en el musical Notre-Dame de Paris, en el Heydar Aliyev Palace. En diciembre de 2009 Hüseynov anunció la intención de establecerse permanentemente en Ucrania para seguir su carrera musical.
En octubre de 2011, presentó su candidatura para representar a Azerbaiyán en el Festival de la Canción de Eurovisión 2011, pero no fue seleccionado para competir en el proceso de selección nacional.
En 2014, durante una visita a Estambul, Hüseynov se presentó candidato a participar en la cuarta temporada de O Ses Türkiye, la versión turca de La Voz. En las audiciones a ciegas, Hüseynov cantó la canción "Latch", originalmente de Disclosure con voz de Sam Smith, y los cuatro miembros del jurado se dieron la vuelta. Fue el principal favorito durante toda la temporada, y en la final celebrada el 18 de febrero de 2015, fue declarado ganador.
En marzo de 2015, Hüseynov fue elegido para representar a Azerbaiyán en el Festival de la Canción de Eurovisión 2015 con la canción «Hour of the wolf».